# Championnats du monde juniors d'athlétisme 2006
Navigation
Édition précédente Édition suivante
Les 11es Championnats du monde juniors d'athlétisme ont eu lieu du 15 au 20 août 2006 au Chaoyang Sports Center de Pékin, en Chine.

## Résultats

### Hommes
| Épreuves          | Or                                                                                    | Argent                                                                               | Bronze                                                                                          |
| 100 m             | Harry Aikines-Aryeetey Royaume-Uni 10 s 37 SB                                         | Justyn Warner Canada 10 s 39                                                         | Yohan Blake Jamaïque 10 s 42                                                                    |
| 200 m             | Marek Niit Estonie 20 s 96 NJ                                                         | Brian Barnett Canada 21 s 00                                                         | Alexander Nelson Royaume-Uni 21 s 14                                                            |
| 400 m             | Renny Quow Trinité-et-Tobago 45 s 74 PB                                               | Justin Oliver États-Unis 45 s 78 PB                                                  | Martyn Rooney Royaume-Uni 45 s 87                                                               |
| 800 m             | David Rudisha Kenya 1 min 47 s 40                                                     | Jackson Mumbwa Kivuva Kenya 1 min 47 s 64                                            | Abraham Chepkirwok Ouganda 1 min 47 s 79                                                        |
| 1 500 m           | Remmy Ndiwa Kenya 3 min 40 s 44 SB                                                    | Abdelati Iguider Maroc 3 min 40 s 73                                                 | Belal Mansoor Ali Bahreïn 3 min 41 s 36                                                         |
| 5 000 m           | Tariku Bekele Éthiopie 13 min 31 s 34                                                 | Abreham Cherkos Éthiopie 13 min 35 s 95                                              | Joseph Ebuya Kenya 13 min 42 s 93                                                               |
| 10 000 m          | Ibrahim Jeilan Éthiopie 28 min 53 s 29                                                | Joseph Ebuya Kenya 28 min 53 s 46 PB                                                 | Aadam Ismaeel Khamis Bahreïn 28 min 54 s 30 NJ                                                  |
| 110 m haies       | Artur Noga Pologne 13 s 23 CR                                                         | Samuel Coco-Viloin France 13 s 35 NJ                                                 | Konstadinos Douvalidis Grèce 13 s 39 NJ                                                         |
| 400 m haies       | Chris Carter États-Unis 50 s 08                                                       | Bandar Shraheli Arabie saoudite 50 s 34 PB                                           | Stanislav Melnykov Ukraine 50 s 43 PB                                                           |
| 3 000 m steeple   | Willy Komen Kenya 8 min 14 s 00 CR                                                    | Bisluke Kiplagat Kenya 8 min 18 s 11 PB                                              | Abdelghani Aït Bahmad Maroc 8 min 20 s 05 NJ                                                    |
| 10 km marche      | Bo Xiangdong Chine 42 min 50 s 26                                                     | Huang Zhengyu Chine 43 min 13 s 29 PB                                                | Yusuke Suzuki Japon 43 min 45 s 62                                                              |
| 4 × 100 m         | Jamaïque Winston Barnes Remaldo Rose Cawayne Jervis Yohan Blake 39 s 05 WJL           | États-Unis Evander Wells Gordon McKenzie Willie Perry Brandon Myers 39 s 21 SB       | Royaume-Uni Rion Pierre Alexander Nelson Wade Bennett-Jackson Harry Aikines-Aryeetey 39 s 24 SB |
| 4 × 400 m         | États-Unis Quentin Summers Justin Oliver Bryshon Nellum Chris Carter 3 min 3 s 76 WJL | Russie Maksim Dyldin Dmitriy Buryak Vyacheslav Sakayev Anton Kokorin 3 min 5 s 13 NJ | Royaume-Uni Chris Clarke Grant Baker Kris Robertson Martyn Rooney 3 min 5 s 49 SB               |
| Saut en hauteur   | Huang Haiqiang Chine 2,32 m WJL                                                       | Niki Palli Israël 2,29 m                                                             | Bohdan Bondarenko Ukraine 2,26 m PB                                                             |
| Triple saut       | Benjamin Compaoré France 16,61 m WJL                                                  | Hugo Chila Équateur 16,49 m                                                          | Zhong Minwei Chine 16,29 m                                                                      |
| Saut en longueur  | Robert Crowther Australie 8,00 m AJ                                                   | Antone Belt États-Unis 7,95 m PB                                                     | Zhang Xiaoyi Chine 7,86 m                                                                       |
| Saut à la perche  | Germán Chiaraviglio Argentine 5,71 m CR                                               | Yang Yansheng Chine 5,54 m PB                                                        | Leonid Kivalov Russie 5,42 m                                                                    |
| Lancer du poids   | Margus Hunt Estonie 20,53 m WJL                                                       | Mostafa Abdul el-Moaty Égypte 20,14 m                                                | Guo Yanxiang Chine 19,97 m                                                                      |
| Lancer du disque  | Margus Hunt Estonie 67,32 m WJ                                                        | Mohammad Samimi Iran 63,00 m NJ                                                      | Martin Wierig Allemagne 62,17 m PB                                                              |
| Lancer du marteau | Yevgeniy Aydamirov Russie 78,42 m CR                                                  | Kristóf Németh Hongrie 78,39 m                                                       | Marcel Lomnický Slovaquie 77,06 m NJ                                                            |
| Lancer du javelot | Robert Oosthuizen Afrique du Sud 83,07 m CR                                           | Ari Mannio Finlande 77,26 m                                                          | Roman Avramenko Ukraine 76,01 m PB                                                              |
| Décathlon         | Arkadiy Vasilyev Russie 8 059 points                                                  | Yordani García Cuba 7 850 points                                                     | Jordan Vandermade Nouvelle-Zélande 7 807 points                                                 |

### Femmes
| Épreuves          | Or                                                                                  | Argent                                                                           | Bronze                                                                                       |
| 100 m             | Tezdzhan Naimova Bulgarie 11 s 28                                                   | Gabby Mayo États-Unis 11 s 42                                                    | Carrie Russell Jamaïque 11 s 42                                                              |
| 200 m             | Tezdzhan Naimova Bulgarie 22 s 99 PB                                                | Vanda Gomes Brésil 23 s 59 SB                                                    | Ewelina Klocek Pologne 23 s 63 PB                                                            |
| 400 m             | Danijela Grgić Croatie 50 s 78 WJL                                                  | Sonita Sutherland Jamaïque 51 s 42                                               | Nawal El Jack Soudan 51 s 67 SB                                                              |
| 800 m             | Olga Cristea Moldavie 2 min 04 s 52 SB                                              | Winny Chebet Kenya 2 min 04 s 59 PB                                              | Rebekah Noble États-Unis 2 min 04 s 90                                                       |
| 1 500 m           | Irene Jelagat Kenya 4 min 08 s 88 PB                                                | Mercy Kosgei Kenya 4 min 12 s 48                                                 | Yuriko Kobayashi Japon 4 min 12 s 88                                                         |
| 3 000 m           | Veronica Wanjiru Kenya 9 min 02 s 90 SB                                             | Pauline Korikwiang Kenya 9 min 05 s 21                                           | Song Liwei Chine 9 min 06 s 35 PB                                                            |
| 5 000 m           | Xue Fei Chine 15 min 31 s 61 PB                                                     | Florence Kiplagat Kenya 15 min 32 s 34 PB                                        | Mary Ngugi Kenya 15 min 36 s 82 PB                                                           |
| 100 m haies       | Yekaterina Shtepa Russie 13 s 33 WJL                                                | Christina Vukicevic Norvège 13 s 34 NJ                                           | Tiffany Ofili États-Unis 13 s 37 PB                                                          |
| 400 m haies       | Kaliese Spencer Jamaïque 55 s 11 WJL                                                | Nicole Leach États-Unis 55 s 55                                                  | Sherene Pinnock Jamaïque 56 s 67 PB                                                          |
| 3 000 m steeple   | Caroline Tuigong Kenya 9 min 40 s 95 CR                                             | Ancuţa Bobocel Roumanie 9 min 46 s 19 AJR                                        | Mekdes Bekele Tadese Éthiopie 9 min 48 s 67                                                  |
| 4 × 100 m         | États-Unis Jeneba Tarmoh Alexandria Anderson Elizabeth Olear Gabby Mayo 43 s 49     | France Johanna Danois Emilie Gaydu Joellie Baflan Céline Distel 44 s 20          | Jamaïque Naffene Briscoe Anasthasia Leroy Carrie Russell Schillonie Calvert 44 s 22 SB       |
| 4 × 400 m         | États-Unis Jessica Beard Brandi Cross Sa'de Williams Nicole Leach 3 min 29 s 01 WJL | Nigeria Folashade Abugan Ajoke Odumosu Joy Eze Sekinat Adesanya 3 min 30 s 84 AJ | Jamaïque Latoya McDermott Sherene Pinnock Sonita Sutherland Kaliese Spencer 3 min 31 s 62 SB |
| 10 km marche      | Liu Hong Chine 45 min 12 s 84 PB                                                    | Tatyana Shemyakina Russie 45 min 34 s 41                                         | Anamaria Greceanu Roumanie 46 min 45 s 67 PB                                                 |
| Saut en longueur  | Rhonda Watkins Trinité-et-Tobago 6,46 m                                             | Anika Leipold Allemagne 6,42 m                                                   | Zhang Yuan Chine 6,41 m                                                                      |
| Triple saut       | Kaire Leibak Estonie 14,43 m WJL                                                    | Sha Li Chine 14,01 m PB                                                          | Liliya Kulyk Ukraine 14,01 m PB                                                              |
| Saut en hauteur   | Svetlana Radzivil Ouzbékistan 1,91 m NJ                                             | Zheng Xingjuan Chine 1,88 m                                                      | Annett Engel Allemagne Yekaterina Yevseyeva Kazakhstan 1,84 m                                |
| Saut à la perche  | Zhou Yang Chine 4,30 m PB                                                           | Tina Šutej Slovénie 4,25 m NJ                                                    | Vicky Parnov Australie 4,20 m                                                                |
| Lancer du poids   | Melissa Boekelman Pays-Bas 17,66 m PB                                               | Denise Hinrichs Allemagne 17,35 m                                                | Irina Tarasova Russie 17,11 m PB                                                             |
| Lancer du disque  | Dani Samuels Australie 60,63 m WJL                                                  | Pan Saili Chine 57,40 m SB                                                       | Tan Jian Chine 56,09 m                                                                       |
| Lancer du javelot | Sandra Schaffarzik Allemagne 60,45 m CR                                             | Vira Rebryk Ukraine 57,79 m NJ                                                   | Marharyta Dorozhon Ukraine 57,68 m PB                                                        |
| Lancer du marteau | Bianca Perie Roumanie 67,38 m CR                                                    | Anna Bulgakova Russie 65,73 m                                                    | Hao Shuai Chine 64,26 m                                                                      |
| Heptathlon        | Tatyana Chernova Russie 6 227 points WJL                                            | Ida Marcussen Norvège 6 020 points NJ                                            | Yana Panteleyeva Russie 5 979 points                                                         |

## Tableau des médailles
| Rang | Nation            | Or | Argent | Bronze | Total |
| ---- | ----------------- | -- | ------ | ------ | ----- |
| 1    | Kenya             | 6  | 7      | 2      | 15    |
| 2    | Chine             | 5  | 5      | 7      | 17    |
| 3    | États-Unis        | 4  | 5      | 2      | 11    |
| 4    | Russie            | 4  | 3      | 3      | 10    |
| 5    | Estonie           | 4  | 0      | 0      | 4     |
| 6    | Jamaïque          | 2  | 1      | 5      | 8     |
| 7    | Éthiopie          | 2  | 1      | 1      | 4     |
| 8    | Australie         | 2  | 0      | 1      | 3     |
| 9    | Bulgarie          | 2  | 0      | 0      | 2     |
| 9    | Trinité-et-Tobago | 2  | 0      | 0      | 2     |
| 11   | Allemagne         | 1  | 2      | 2      | 5     |
| 12   | France            | 1  | 2      | 0      | 3     |
| 13   | Roumanie          | 1  | 1      | 1      | 3     |
| 14   | Royaume-Uni       | 1  | 0      | 4      | 5     |
| 15   | Pologne           | 1  | 0      | 1      | 2     |
| 16   | Argentine         | 1  | 0      | 0      | 1     |
| 16   | Croatie           | 1  | 0      | 0      | 1     |
| 16   | Moldavie          | 1  | 0      | 0      | 1     |
| 16   | Pays-Bas          | 1  | 0      | 0      | 1     |
| 16   | Afrique du Sud    | 1  | 0      | 0      | 1     |
| 16   | Ouzbékistan       | 1  | 0      | 0      | 1     |
| 22   | Canada            | 0  | 2      | 0      | 2     |
| 22   | Norvège           | 0  | 2      | 0      | 2     |
| 24   | Ukraine           | 0  | 1      | 5      | 6     |
| 25   | Maroc             | 0  | 1      | 1      | 2     |
| 26   | Brésil            | 0  | 1      | 0      | 1     |
| 26   | Cuba              | 0  | 1      | 0      | 1     |
| 26   | Équateur          | 0  | 1      | 0      | 1     |
| 26   | Égypte            | 0  | 1      | 0      | 1     |
| 26   | Finlande          | 0  | 1      | 0      | 1     |
| 26   | Hongrie           | 0  | 1      | 0      | 1     |
| 26   | Israël            | 0  | 1      | 0      | 1     |
| 26   | Iran              | 0  | 1      | 0      | 1     |
| 26   | Nigeria           | 0  | 1      | 0      | 1     |
| 26   | Arabie saoudite   | 0  | 1      | 0      | 1     |
| 26   | Slovénie          | 0  | 1      | 0      | 1     |
| 37   | Bahreïn           | 0  | 0      | 2      | 2     |
| 37   | Japon             | 0  | 0      | 2      | 2     |
| 39   | Grèce             | 0  | 0      | 1      | 1     |
| 39   | Kazakhstan        | 0  | 0      | 1      | 1     |
| 39   | Nouvelle-Zélande  | 0  | 0      | 1      | 1     |
| 39   | Slovaquie         | 0  | 0      | 1      | 1     |
| 39   | Soudan            | 0  | 0      | 1      | 1     |
| 39   | Ouganda           | 0  | 0      | 1      | 1     |

## Légende
Records et Performances
- AR : Record continental (area record)
- CR : Record des championnats (championship record)
- MR : Record du meeting (meet record)
- NR : Record national (national record)
- OR : Record olympique (olympic record)
- PR : Record paralympique (paralympic record)
- PB : Record personnel (personal best)
- SB : Meilleure performance personnelle de la saison (season's best)
- WL : Meilleure performance mondiale de l'année (world leader)
- WJR : Record du monde junior (world junior record)
- WR : Record du monde (world record)

Circonstances et Conditions
- DNF : N'a pas terminé (did not finish)
- DNS : N'a pas pris le départ (did not start)
- DQ : Disqualification (disqualification)
- NM : Aucun essai valable enregistré (No Mark)
- Q : Qualifié « directement » au prochain tour (ou à la prochaine compétition), lors d'une compétition majeure, grâce au classement ou à la réalisation des minima (automatic qualifier)
- q : Qualifié au prochain tour (ou à la prochaine compétition), lors d'une compétition majeure, grâce au repêchage ou à la réalisation de l'une des meilleures performances parmi celles des « non qualifiés directement » (grâce au meilleur temps ou à la meilleure distance par exemple) (secondary qualifier)